# مورو إس. كروسبي
مورو إس. كروسبي هو سياسي أمريكي، ولد في 2 ديسمبر 1839 في مانشستر في الولايات المتحدة، وتوفي في 12 سبتمبر 1893 في بوسطن في الولايات المتحدة. نشط حزبياً في الحزب الجمهوري. وقد انتخب عضو مجلس ولاية ميشيغان ‏.